# Liste der Denkmalschutzgebiete in Sachsen

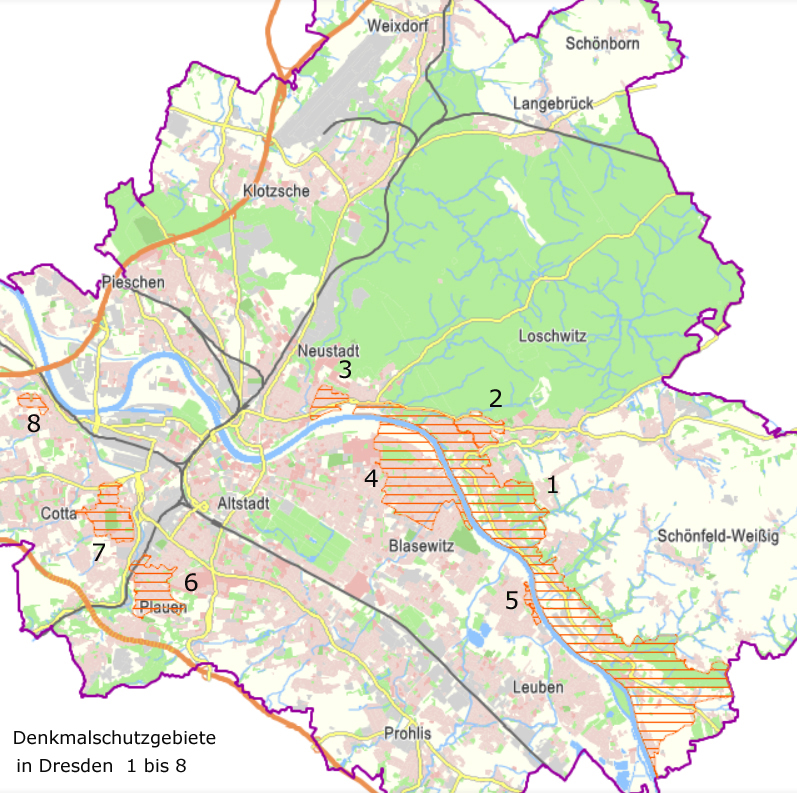
Denkmalschutzgebiete in Dresden

Die Liste der Denkmalschutzgebiete in Sachsen umfasst die Denkmalschutzgebiete, die in der Denkmalliste des Landes Sachsen enthalten sind, siehe Liste der Kulturdenkmale in Sachsen.
Denkmalschutzgebiete werden auf Grund von Vorschlägen des  Landesamts für Denkmalpflege Sachsen durch kommunale Satzungen der jeweiligen Gemeinden ausgewiesen. Die Anmerkungen sind zu beachten.

## Liste der bestätigten Denkmalschutzgebiete in Sachsen
Die folgenden Denkmalschutzgebiete wurden vom Landesamt für Denkmalpflege Sachsen vorgeschlagen und durch eine entsprechende Satzung der Gemeinden bestätigt.
- Bild: Bild des Denkmalschutzgebietes
- Denkmalschutzgebiet: Name des Denkmalschutzgebietes
- Lage: Ort und Landkreis, in dem sich das Denkmalschutzgebiet befindet sowie die Lage. Der Link führt zu verschiedenen Kartendarstellungen und nennt die Koordinaten des Kulturdenkmals.
- Datierung: gibt den Zeitraum der Errichtung der Gebäude im Denkmalschutzgebiet an.
- Beschreibung: Beschreibung des Denkmalschutzgebietes
- ID: Die ID wird vom Landesamt für Denkmalpflege Sachsen vergeben.

| Bild | Denkmalschutzgebiet                                         | Lage                                                          | Datierung                                                 | Beschreibung | ID       |
| ---- | ----------------------------------------------------------- | ------------------------------------------------------------- | --------------------------------------------------------- | --- | -------- |
|      | Denkmalschutzgebiet Altstadt Augustusburg                   | Augustusburg, Landkreis Mittelsachsen (Karte)                 |                                                           | Denkmalschutzgebiet Altstadt Augustusburg mit Schloss, Schlossberg und Stadtkirche. Dieses Gebiet umfasst die Bebauung des Marktes, der Chemnitzer Straße, Schloßstraße, Engen Gasse, des Kirchplatzes sowie Schellsieben. | 09240216 |
|      | Denkmalschutzgebiet Chemnitz-Kaßberg                        | Kaßberg, Chemnitz (Karte)                                     |                                                           | Denkmalschutzgebiet Chemnitz-Kaßberg | 09302636 |
|      | Denkmalschutzgebiet Blasewitz/Striesen-Nordost              | OT Blasewitz, Tolkewitz, Striesen, Dresden (Karte)            |                                                           | Denkmalschutzgebiet Blasewitz/Striesen-Nordost; stadtgeschichtlich, städtebaukünstlerisch und mit bemerkenswerter architektonischer Qualität und Vielfalt außerordentlich bedeutsam. | 09306381 |
|      | Denkmalschutzgebiet Eigenheimsiedlung Briesnitz             | OT Briesnitz, Dresden (Karte)                                 |                                                           | Denkmalschutzgebiet Eigenheimsiedlung Briesnitz und des anschließenden Geschosswohnungsbaus bis zur Straße Am Lehmberg; eines der frühesten Beispiele der Umsetzung der Gartenstadtidee, aus geschichtlichen, künstlerischen, städtebaulichen und landschaftsgestalterischen Gründen besteht ein besonderes öffentliches Erhaltungsinteresse. | 09305957 |
|      | Denkmalschutzgebiet Elbhänge Dresden                        | OT Loschwitz, Wachwitz, Hosterwitz, Pillnitz, Dresden (Karte) |                                                           | Denkmalschutzgebiet Elbhänge in den Ortsteilen Loschwitz, Wachwitz, Niederpoyritz, Hosterwitz, Pillnitz, Söbrigen, Oberpoyritz, Rochwitz; von ortsbildprägender, landschaftsgestaltender Bedeutung und damit von indifikationsbildender Wirkung.                                                                                              | 09305812 |
|      | Denkmalschutzgebiet Historischer Dorfkern Laubegast         | OT Laubegast, Dresden (Karte)                                 |                                                           | Denkmalschutzgebiet Historischer Dorfkern Laubegast; geschichtliche, künstlerische, städtebauliche und landschaftsgestalterische Bedeutung. | 09306456 |
|      | Denkmalschutzgebiet Löbtau                                  | OT Löbtau, Dresden (Karte)                                    |                                                           | Denkmalschutzgebiet Löbtau; geschichtliche, künstlerische, städtebauliche und landschaftsgestalterische Bedeutung. | 09306458 |
|      | Denkmalschutzgebiet Dresden-Plauen                          | OT Plauen, Dresden (Karte)                                    |                                                           | Denkmalschutzgebiet Dresden-Plauen | 09306385 |
|      | Denkmalschutzgebiet Preußisches Viertel                     | OT Radeberger Vorstadt, Dresden (Karte)                       |                                                           | Denkmalschutzgebiet Radeberger Vorstadt – Preußisches Viertel; bedeutendes Zeugnis Dresdner Stadtplanung in der 2. Hälfte des 19. Jahrhunderts, geschichtliche, künstlerische, städtebauliche und landschaftsgestalterische Bedeutung. | 09306459 |
|      | Denkmalschutzgebiet Weißer Hirsch/Oberloschwitz             | OT Weißer Hirsch, Oberloschwitz, Dresden (Karte)              |                                                           | Denkmalschutzgebiet Weißer Hirsch/Oberloschwitz; geschichtliche, künstlerische, städtebauliche, landschaftsgestalterische und siedlungsgeschichtliche Bedeutung. | 09306461 |
|      | Denkmalschutzgebiet Stadtkern und Lange Vorstadt Glauchau   | Glauchau, Landkreis Zwickau (Karte)                           |                                                           | Denkmalschutzgebiet Stadtkern und Lange Vorstadt Glauchau | 09247657 |
|      | Denkmalschutzgebiet Villengebiet Glauchau                   | Glauchau, Landkreis Zwickau (Karte)                           |                                                           | Denkmalschutzgebiet Villengebiet Glauchau | 09247656 |
|      | Denkmalschutzgebiet Lange Straße Hoyerswerda                | Hoyerswerda, Landkreis Bautzen (Karte)                        | um 1800 (Denkmalschutzgebiet)                             | Denkmalschutzgebiet Lange Straße Hoyerswerda (Satzung vom 27. März 2003) | 09304281 |
|      | Denkmalschutzgebiet Historische Altstadt Marienberg         | Marienberg, Erzgebirgskreis (Karte)                           | 1521 Stadtgründung (Altstadt); 1523 Stadtrecht (Altstadt) | Denkmalschutzgebiet Historische Altstadt Marienberg; innerhalb der Begrenzungen der ehemaligen Stadtmauer, nach Plänen von Ulrich Rülein von Calw wurde wohl zum ersten Mal die italienische Städtebautheorie (»Idealstadt«) auf deutschem Boden umgesetzt, Struktur von überregionaler stadtentwicklungsgeschichtlicher Bedeutung.           | 08955916 |
|      | Denkmalschutzgebiet Dorf Naustadt                           | Klipphausen, Landkreis Meißen (Karte)                         | 16.–19. Jh. (Dorfanlage)                                  | Denkmalschutzgebiet Dorf Naustadt | 09301101 |
|      | Denkmalschutzgebiet Altstadt von Oederan                    | Oederan, Landkreis Mittelsachsen (Karte)                      |                                                           | Das Denkmalschutzgebiet Altstadt von Oederan umfasst die gesamte Altstadt von Oederan, einschl. des Friedhofs. Für das Gebiet liegt eine bestätigte Satzung der Stadt vor. | 09240006 |
|      | Denkmalschutzgebiet Markt Olbernhau                         | Olbernhau, Erzgebirgskreis (Karte)                            |                                                           | Denkmalschutzgebiet Markt Olbernhau: Das Schutzgebiet umfasst alle Häuser am Markt mit den dazugehörigen Grundstücken und Flurstücken sowie Flurstück 253/9 am Steinbruchweg. | 09245270 |
|      | Denkmalschutzgebiet Saigerhütte Olbernhau                   | Olbernhau, Erzgebirgskreis (Karte)                            |                                                           | Denkmalschutzgebiet Saigerhütte Olbernhau-Grünthal (mit der Sachgesamtheit Saigerhütte ID-Nr. 09205114) | 09305875 |
|      | Denkmalschutzgebiet Stadtkern Ostritz                       | Ostritz, Landkreis Görlitz (Karte)                            |                                                           | Denkmalschutzgebiet Stadtkern Ostritz | 09303582 |
|      | Denkmalschutzgebiet Historische Weinberglandschaft Radebeul | Radebeul, Landkreis Meißen (Karte)                            |                                                           | Denkmalschutzgebiet Historische Weinbergslandschaft Radebeul; landschaftsgestaltend von Bedeutung. | 09303247 |
|      | Denkmalschutzgebiet Altstadt Torgau                         | Torgau, Landkreis Nordsachsen (Karte)                         |                                                           | Denkmalschutzgebiet Altstadt Torgau | 09301824 |
|      | Denkmalschutzgebiet Historische Altstadt Wurzen             | Wurzen, Landkreis Leipzig (Karte)                             | 13.–19. Jh. (Denkmalschutzgebiet)                         | Denkmalschutzgebiet Historische Altstadt Wurzen | 09302229 |

## Liste der vorgeschlagenen Denkmalschutzgebiete in Sachsen
Die folgenden Denkmalschutzgebiete wurden vom Landesamt für Denkmalpflege Sachsen vorgeschlagen, aber noch nicht durch eine entsprechende Satzung der Gemeinden bestätigt.
- Bild: Bild des Denkmalschutzgebietes
- Denkmalschutzgebiet: Name des Denkmalschutzgebietes
- Lage: Ort und Landkreis, in dem sich das Denkmalschutzgebiet befindet sowie die Lage. Der Link führt zu verschiedenen Kartendarstellungen und nennt die Koordinaten des Kulturdenkmals.
- Datierung: gibt den Zeitraum der Errichtung der Gebäude im Denkmalschutzgebiet an.
- Beschreibung: Beschreibung des Denkmalschutzgebietes
- ID: Die ID wird vom Landesamt für Denkmalpflege Sachsen vergeben.

| Bild | Denkmalschutzgebiet (Vorschlag)                                        | Lage                                                                             | Datierung                                                          | Beschreibung | ID       |
| ---- | ---------------------------------------------------------------------- | -------------------------------------------------------------------------------- | ------------------------------------------------------------------ | --- | -------- |
|      | Denkmalschutzgebiet Stadtkern Adorf (Vogtl.)                           | Adorf/Vogtl., Vogtlandkreis (Karte)                                              |                                                                    | Denkmalschutzgebiet Stadtkern Adorf (Vogtl.) | 09246637 |
|      | Denkmalschutzgebiet Altstadt Annaberg                                  | Annaberg-Buchholz, Erzgebirgskreis (Karte)                                       |                                                                    | Denkmalschutzgebiet Altstadt Annaberg | 09229163 |
|      | Denkmalschutzgebiet Stadtkern Bad Elster                               | Bad Elster, Vogtlandkreis (Karte)                                                |                                                                    | Denkmalschutzgebiet Stadtkern Bad Elster | 09246641 |
|      | Denkmalschutzgebiet Stadtkern Bad Muskau                               | Bad Muskau, Landkreis Görlitz (Karte)                                            |                                                                    | Denkmalschutzgebiet Stadtkern Bad Muskau | 09300957 |
|      | Denkmalschutzgebiet Bad Schandau                                       | Bad Schandau, Sächsische Schweiz-Osterzgebirge (Karte)                           |                                                                    | Denkmalschutzgebiet Bad Schandau | 09300006 |
|      | Denkmalschutzgebiet Ostrau                                             | Bad Schandau, Landkreis Sächsische Schweiz-Osterzgebirge (Karte)                 |                                                                    | Denkmalschutzgebiet Ostrau | 09300023 |
|      | Denkmalschutzgebiet Postelwitz                                         | Bad Schandau, Landkreis Sächsische Schweiz-Osterzgebirge (Karte)                 |                                                                    | Denkmalschutzgebiet Postelwitz | 09300007 |
|      | Denkmalschutzgebiet Bärensteiner Markt                                 | Bärenstein, OT von Altenberg, Landkreis Sächsische Schweiz-Osterzgebirge (Karte) |                                                                    | Denkmalschutzgebiet Bärensteiner Markt. Der Ortskern der Stadt Bärenstein ist ein Denkmalschutzgebiet aus geschichtlichen, städtebaulichen und landschaftsprägenden Gründen. | 09278681 |
|      | Denkmalschutzgebiet Altstadt Bautzen                                   | Bautzen (Karte)                                                                  | ab 1200 (Denkmalschutzgebiet)                                      | Denkmalschutzgebiet Altstadt Bautzen | 09252277 |
|      | Denkmalschutzgebiet Altstadt Belgern                                   | Belgern-Schildau, Nordsachsen (Karte)                                            |                                                                    | Denkmalschutzgebiet Altstadt Belgern | 08967708 |
|      | Denkmalschutzgebiet Altstadt Bischofswerda                             | Bischofswerda, Landkreis Bautzen (Karte)                                         |                                                                    | Denkmalschutzgebiet Altstadt Bischofswerda | 09288511 |
|      | Denkmalschutzgebiet Rundling Boderitz                                  | Boderitz, Landkreis Sächsische Schweiz-Osterzgebirge (Karte)                     |                                                                    | Denkmalschutzgebiet Rundling Boderitz; von baugeschichtlicher, städtebaulicher und bildprägender Bedeutung, weitgehend authentisch, Seltenheitswert. | 09301803 |
|      | Denkmalschutzgebiet Rundling Borthen                                   | Dohna, Landkreis Sächsische Schweiz-Osterzgebirge (Karte)                        |                                                                    | Denkmalschutzgebiet Rundling Borthen | 09300012 |
|      | Denkmalschutzgebiet der Dörfer Brockwitz und Sörnewitz                 | Coswig, Meißen (Karte)                                                           | 18./19. Jh., im Kern älter (Denkmalschutzgebiet)                   | Denkmalschutzgebiet der Dörfer Brockwitz und Sörnewitz | 09300221 |
|      | Denkmalschutzgebiet Stadtkern Burgstädt                                | Burgstädt, Landkreis Mittelsachsen (Karte)                                       |                                                                    | Denkmalschutzgebiet Stadtkern Burgstädt | 09247638 |
|      | Denkmalschutzgebiet Chemnitz Brühl-Nordviertel                         | Chemnitz (Karte)                                                                 | 19. Jh. (Denkmalschutzgebiet)                                      | Denkmalschutzgebiet Chemnitz Brühl-Nordviertel | 09247518 |
|      | Denkmalschutzgebiet Chemnitz-Ebersdorf                                 | Ebersdorf, Chemnitz (Karte)                                                      |                                                                    | Denkmalschutzgebiet Chemnitz-Ebersdorf | 09247519 |
|      | Denkmalschutzgebiet Chemnitz-Hilbersdorf                               | Hilbersdorf, Chemnitz (Karte)                                                    |                                                                    | Denkmalschutzgebiet Chemnitz-Hilbersdorf | 09247520 |
|      | Denkmalschutzgebiet Chemnitz-Sonnenberg                                | Sonnenberg, Chemnitz (Karte)                                                     |                                                                    | Denkmalschutzgebiet Chemnitz-Sonnenberg | 09247521 |
|      | Denkmalschutzgebiet Altstadtbereich Colditz (innerhalb der Stadtmauer) | Colditz, Landkreis Leipzig (Karte)                                               | 13.–19. Jh. (Denkmalschutzgebiet)                                  | Denkmalschutzgebiet Altstadtbereich Colditz (innerhalb der Stadtmauer). Das Denkmalschutzgebiet umfasst den einst innerhalb der Stadtmauer gelegenen Altstadtbereich, zuzüglich von angrenzenden Teilbereichen an der Haingasse und am Kirchgäßchen sowie der um die Stadtkirche gelegenen Grundstücke und Bebauung An der Kirche und Tiergartenstraße.                                                          | 09301844 |
|      | Denkmalschutzgebiet Stadtkern Crimmitschau                             | Crimmitschau, Landkreis Zwickau (Karte)                                          |                                                                    | Denkmalschutzgebiet Stadtkern Crimmitschau | 09247647 |
|      | Denkmalschutzgebiet Villengebiet Crimmitschau, Lindenstraße            | Crimmitschau, Landkreis Zwickau (Karte)                                          |                                                                    | Denkmalschutzgebiet Villengebiet Crimmitschau, Lindenstraße | 09247648 |
|      | Denkmalschutzgebiet Ortslage Frankenhausen                             | Crimmitschau, OT Frankenhausen, Landkreis Zwickau (Karte)                        |                                                                    | Denkmalschutzgebiet Ortslage Frankenhausen | 09247650 |
|      | Denkmalschutzgebiet Altstadt Delitzsch                                 | Delitzsch, Landkreis Nordsachsen (Karte)                                         |                                                                    | Denkmalschutzgebiet Altstadt Delitzsch | 08972043 |
|      | Denkmalschutzgebiet Altstadt Dippoldiswalde                            | Dippoldiswalde, Landkreis Sächsische Schweiz-Osterzgebirge (Karte)               |                                                                    | Denkmalschutzgebiet Altstadt Dippoldiswalde. Dippoldiswalde mit seiner geschlossenen Ortsstruktur ist ein besonderes, schützenswertes Gebilde. Auf einem Bergsporn über der Weißeritz gelegen, weist es nicht nur ein eindrückliches, fast rundes Altstadtbild auf, sondern ist auch in seiner Gestalt seit dem Hochmittelalter, mit Sicherheit aber seit den Stadtbränden des frühen 17. Jahrhunderts erhalten. | 09300002 |
|      | Denkmalschutzgebiet Rundling Doberzeit                                 | Lohmen, Landkreis Sächsische Schweiz-Osterzgebirge (Karte)                       |                                                                    | Denkmalschutzgebiet Rundling Doberzeit | 09302304 |
|      | Denkmalschutzgebiet Historischer Stadtkern Döbeln                      | Döbeln, Landkreis Mittelsachsen (Karte)                                          |                                                                    | Denkmalschutzgebiet Historischer Stadtkern Döbeln | 09206053 |
|      | Denkmalschutzgebiet Dohna                                              | Dohna, Landkreis Sächsische Schweiz-Osterzgebirge (Karte)                        |                                                                    | Denkmalschutzgebiet Dohna. Dohna, weithin sichtbar auf einem Bergrücken oberhalb des Müglitztales gelegen und mit seiner Dachlandschaft, dem Kirchturm und der Burg eine der wichtigsten Landmarken Sachsens, ist auch ein zentraler Ort der Landesgeschichte. | 09300011 |
|      | Denkmalschutzgebiet Ortskern Elsterberg                                | Elsterberg, Vogtlandkreis (Karte)                                                |                                                                    | Denkmalschutzgebiet Ortskern Elsterberg | 09302021 |
|      | Denkmalschutzgebiet Altstadt Elstra                                    | Elstra, Landkreis Bautzen (Karte)                                                |                                                                    | Denkmalschutzgebiet Altstadt Elstra | 09301565 |
|      | Denkmalschutzgebiet Historischer Stadtkern Frankenberg                 | Frankenberg/Sa., Landkreis Mittelsachsen (Karte)                                 |                                                                    | Denkmalschutzgebiet Historischer Stadtkern Frankenberg | 09245265 |
|      | Denkmalschutzgebiet Frankenberg Neustadt                               | Frankenberg/Sa., Landkreis Mittelsachsen (Karte)                                 |                                                                    | Denkmalschutzgebiet Frankenberg Neustadt | 09247636 |
|      | Denkmalschutzgebiet Historischer Stadtkern Frauenstein                 | Frauenstein, Landkreis Mittelsachsen (Karte)                                     |                                                                    | Denkmalschutzgebiet Historischer Stadtkern Frauenstein | 09207631 |
|      | Denkmalschutzgebiet Altstadt Freiberg                                  | Freiberg, Landkreis Mittelsachsen (Karte)                                        |                                                                    | Denkmalschutzgebiet Altstadt Freiberg | 09299948 |
|      | Denkmalschutzgebiet Ortslage Fürstenau                                 | Fürstenau, OT von Altenberg, Landkreis Sächsische Schweiz-Osterzgebirge (Karte)  |                                                                    | Denkmalschutzgebiet Ortslage Fürstenau. Fürstenau, als bäuerliche Siedlung bereits in der ersten Rodungsphase um 1250 entstanden, zeigt in seiner südlichen Hälfte („Oberdorf“) in recht reiner Form das „Gebirgsdorf“ nahe dem Erzgebirgskamm. | 09301796 |
|      | Denkmalschutzgebiet Geising                                            | Geising, OT von Altenberg, Landkreis Sächsische Schweiz-Osterzgebirge (Karte)    |                                                                    | Denkmalschutzgebiet Geising. Geising ist städtebaulich hervorgehoben durch seine Topographie, Ortsstruktur und Architektur. Es ist eingebettet in ein Hochtal als geschlossene Siedlung und durchflossen vom Geisingbach, der einst Alt- und Neugeising trennte. Die Topographie bedingte eine Vielzahl von Terrassierungen (Schutz vor Hochwasser), auf denen sich auch Siedlungsteile befinden.                | 09277666 |
|      | Denkmalschutzgebiet Altstadt Geithain                                  | Geithain, Landkreis Leipzig (Karte)                                              |                                                                    | Denkmalschutzgebiet Altstadt Geithain | 09299695 |
|      | Denkmalschutzgebiet Altstadt Geringswalde                              | Geringswalde, Landkreis Mittelsachsen (Karte)                                    |                                                                    | Denkmalschutzgebiet Altstadt Geringswalde | 09301452 |
|      | Denkmalschutzgebiet Waldhufendorf Niederlungwitz                       | Glauchau, Landkreis Zwickau (Karte)                                              |                                                                    | Denkmalschutzgebiet Waldhufendorf Niederlungwitz | 09247655 |
|      | Denkmalschutzgebiet Göppersdorf                                        | Bahretal, Landkreis Sächsische Schweiz-Osterzgebirge (Karte)                     |                                                                    | Denkmalschutzgebiet Göppersdorf | 09300009 |
|      | Denkmalschutzgebiet Rundling Goes                                      | Dohma, Landkreis Sächsische Schweiz-Osterzgebirge (Karte)                        |                                                                    | Denkmalschutzgebiet Rundling Goes | 09300010 |
|      | Denkmalschutzgebiet Altstadt Grimma                                    | Grimma, Landkreis Leipzig (Karte)                                                | 13.–20. Jh. (Denkmalschutzgebiet)                                  | Denkmalschutzgebiet Altstadt Grimma | 09299694 |
|      | Denkmalschutzgebiet Gröditz                                            | Weißenberg, Landkreis Bautzen (Karte)                                            |                                                                    | Denkmalschutzgebiet Ortslage Gröditz | 09301451 |
|      | Denkmalschutzgebiet Altstadt Großenhain                                | Großenhain, Landkreis Meißen (Karte)                                             |                                                                    | Denkmalschutzgebiet Altstadt Großenhain | 08959275 |
|      | Denkmalschutzgebiet Großschönau                                        | Großschönau, Landkreis Görlitz (Karte)                                           |                                                                    | Denkmalschutzgebiet Großschönau | 09304599 |
|      | Denkmalschutzgebiet Waltersdorf                                        | Großschönau, OT Waltersdorf, Landkreis Görlitz (Karte)                           |                                                                    | Denkmalschutzgebiet Waltersdorf | 09303157 |
|      | Denkmalschutzgebiet Waldhufendorf Gürth                                | Bad Brambach, Vogtlandkreis (Karte)                                              |                                                                    | Denkmalschutzgebiet Waldhufendorf Gürth | 09246640 |
|      | Denkmalschutzgebiet Altstadt Hainichen                                 | Hainichen, Landkreis Mittelsachsen (Karte)                                       |                                                                    | Denkmalschutzgebiet Altstadt Hainichen | 09301351 |
|      | Denkmalschutzgebiet Stadtkern Hartenstein                              | Hartenstein, Landkreis Zwickau (Karte)                                           |                                                                    | Denkmalschutzgebiet Stadtkern Hartenstein | 09247654 |
|      | Denkmalschutzgebiet Hartha                                             | Oederan, Landkreis Mittelsachsen (Karte)                                         |                                                                    | Denkmalschutzgebiet Hartha | 09243357 |
|      | Denkmalschutzgebiet Dorf Heynitz                                       | Heynitz, Landkreis Meißen (Karte)                                                | 18./19. Jh., im Kern älter (Denkmalschutzgebiet)                   | Denkmalschutzgebiet Dorf Heynitz | 09304120 |
|      | Denkmalschutzgebiet Hinterhermsdorf                                    | Hinterhermsdorf, Landkreis Sächsische Schweiz-Osterzgebirge (Karte)              |                                                                    | Denkmalschutzgebiet Hinterhermsdorf | 09300020 |
|      | Denkmalschutzgebiet Hinterhermsdorf Ortslage Neudorf                   | Hinterhermsdorf, Landkreis Sächsische Schweiz-Osterzgebirge (Karte)              |                                                                    | Denkmalschutzgebiet Hinterhermsdorf Ortslage Neudorf | 09302616 |
|      | Denkmalschutzgebiet Stadtkern Ernstthal                                | Hohenstein-Ernstthal, Landkreis Zwickau (Karte)                                  |                                                                    | Denkmalschutzgebiet Stadtkern Ernstthal | 09247733 |
|      | Denkmalschutzgebiet Stadtkern Hohenstein                               | Hohenstein-Ernstthal, Landkreis Zwickau (Karte)                                  |                                                                    | Denkmalschutzgebiet Stadtkern Hohenstein | 09247732 |
|      | Denkmalschutzgebiet Hohnstein                                          | Hohnstein, Landkreis Sächsische Schweiz-Osterzgebirge (Karte)                    |                                                                    | Denkmalschutzgebiet Hohnstein | 09300015 |
|      | Denkmalschutzgebiet Jöhstadt                                           | Jöhstadt, Erzgebirgskreis (Karte)                                                |                                                                    | Denkmalschutzgebiet Jöhstadt | 09299978 |
|      | Denkmalschutzgebiet Altstadt Kamenz                                    | Kamenz, Landkreis Bautzen (Karte)                                                |                                                                    | Denkmalschutzgebiet Altstadt Kamenz | 09284020 |
|      | Denkmalschutzgebiet Altstadt Kirchberg                                 | Kirchberg, Landkreis Zwickau (Karte)                                             |                                                                    | Denkmalschutzgebiet Altstadt Kirchberg | 09301848 |
|      | Denkmalschutzgebiet Altstadt Königsbrück                               | Königsbrück, Landkreis Bautzen (Karte)                                           |                                                                    | Denkmalschutzgebiet Altstadt Königsbrück | 09301743 |
|      | Denkmalschutzgebiet Ortslage Weiditz                                   | Königsfeld, OT Weiditz, Landkreis Mittelsachsen (Karte)                          |                                                                    | Denkmalschutzgebiet Ortslage Weiditz | 09247637 |
|      | Denkmalschutzgebiet Königstein                                         | Königstein, Landkreis Sächsische Schweiz-Osterzgebirge (Karte)                   |                                                                    | Denkmalschutzgebiet Königstein | 09300017 |
|      | Denkmalschutzgebiet Lauenstein                                         | Lauenstein, Landkreis Sächsische Schweiz-Osterzgebirge (Karte)                   |                                                                    | Denkmalschutzgebiet Lauenstein | 09300004 |
|      | Denkmalschutzgebiet Leipzig-Probstheida                                | Leipzig, Russenstraße (Karte)                                                    | um 1200 und später (Denkmalschutzgebiet)                           | Denkmalschutzgebiet Dorfanger Probstheida | 09306026 |
|      | Denkmalschutzgebiet Leipzig-Connewitz                                  | Leipzig, Prinz-Eugen-Straße (Karte)                                              | meist Ende 19./Anfang 20. Jh., im Kern älter (Denkmalschutzgebiet) | Denkmalschutzgebiet Prinz-Eugen-Straße in Leipzig-Connewitz | 09306027 |
|      | Denkmalschutzgebiet Leipzig (Zentrum-Nordwest)                         | Leipzig, Waldstraße (Karte)                                                      | 19. Jh.–Mitte 20. Jh. (Denkmalschutzgebiet)                        | Denkmalschutzgebiet Waldstraßenviertel | 09306028 |
|      | Denkmalschutzgebiet Altstadt Lichtenstein                              | Lichtenstein/Sa., Landkreis Zwickau (Karte)                                      |                                                                    | Denkmalschutzgebiet Altstadt Lichtenstein | 09247731 |
|      | Denkmalschutzgebiet Stadtkern Callnberg                                | Lichtenstein, OT Callnberg, Landkreis Zwickau (Karte)                            |                                                                    | Denkmalschutzgebiet Stadtkern Callnberg | 09246006 |
|      | Denkmalschutzgebiet Liebstadt                                          | Liebstadt, Landkreis Sächsische Schweiz-Osterzgebirge (Karte)                    |                                                                    | Denkmalschutzgebiet Liebstadt | 09300026 |
|      | Denkmalschutzgebiet Waltersdorf                                        | Liebstadt, Landkreis Sächsische Schweiz-Osterzgebirge (Karte)                    |                                                                    | Denkmalschutzgebiet Waltersdorf | 09300027 |
|      | Denkmalschutzgebiet Wolkenburg                                         | Limbach-Oberfrohna, Landkreis Zwickau (Karte)                                    |                                                                    | Denkmalschutzgebiet Wolkenburg | 09247661 |
|      | Denkmalschutzgebiet Altstadt Löbau                                     | Löbau, Landkreis Görlitz (Karte)                                                 |                                                                    | Denkmalschutzgebiet Altstadt Löbau | 09303456 |
|      | Denkmalschutzgebiet Zittauer Vorstadt Löbau                            | Löbau, Landkreis Görlitz (Karte)                                                 |                                                                    | Denkmalschutzgebiet Zittauer Vorstadt Löbau | 09303457 |
|      | Denkmalschutzgebiet Dorf Lorenzkirch                                   | Zeithain, Landkreis Meißen (Karte)                                               | 18./19. Jh., im Kern älter (Denkmalschutzgebiet)                   | Denkmalschutzgebiet Dorf Lorenzkirch | 09302356 |
|      | Denkmalschutzgebiet Ortskern Meltewitz-Knatewitz                       | Lossatal, Landkreis Leipzig (Karte)                                              |                                                                    | Denkmalschutzgebiet Ortskern Meltewitz-Knatewitz | 08970671 |
|      | Denkmalschutzgebiet Stadtkern Lunzenau                                 | Lunzenau, Landkreis Mittelsachsen (Karte)                                        |                                                                    | Denkmalschutzgebiet Stadtkern Lunzenau | 09300320 |
|      | Denkmalschutzgebiet Ortslage Hohenkirchen                              | Lunzenau, OT Hohenkirchen, Landkreis Mittelsachsen (Karte)                       |                                                                    | Denkmalschutzgebiet Ortslage Hohenkirchen | 09300321 |
|      | Denkmalschutzgebiet Dorfkern Rochsburg                                 | Lunzenau, OT Rochsburg, Landkreis Mittelsachsen (Karte)                          |                                                                    | Denkmalschutzgebiet Dorfkern Rochsburg | 09247639 |
|      | Denkmalschutzgebiet Ortslage Püchau                                    | Machern, OT Püchau, Landkreis Leipzig (Karte)                                    | 17.–19. Jh. (Dorfanlage)                                           | Denkmalschutzgebiet Ortslage Püchau | 09302403 |
|      | Denkmalschutzgebiet Stadtkern Markneukirchen                           | Markneukirchen, Vogtlandkreis (Karte)                                            |                                                                    | Denkmalschutzgebiet Stadtkern Markneukirchen | 09246644 |
|      | Denkmalschutzgebiet Ortslage Medingen                                  | Medingen, OT von Ottendorf-Okrilla, Landkreis Bautzen (Karte)                    |                                                                    | Denkmalschutzgebiet Ortslage Medingen | 09301683 |
|      | Denkmalschutzgebiet Stadtkern Meerane                                  | Meerane, Landkreis Zwickau (Karte)                                               |                                                                    | Denkmalschutzgebiet Stadtkern Meerane | 09247670 |
|      | Denkmalschutzgebiet Altstadt Mittweida                                 | Mittweida, Landkreis Mittelsachsen (Karte)                                       |                                                                    | Denkmalschutzgebiet Altstadt Mittweida | 09247599 |
|      | Denkmalschutzgebiet Rundling Nauleis                                   | Priestewitz, Landkreis Meißen (Karte)                                            | 18./19. Jh., im Kern älter (Denkmalschutzgebiet)                   | Denkmalschutzgebiet Rundling Nauleis | 09302321 |
|      | Denkmalschutzgebiet Ortskern Neumark                                   | Neumark, Vogtlandkreis (Karte)                                                   |                                                                    | Denkmalschutzgebiet Ortskern Neumark | 09302899 |
|      | Denkmalschutzgebiet Neustadt i. Sa.                                    | Neustadt in Sachsen, Landkreis Sächsische Schweiz-Osterzgebirge (Karte)          |                                                                    | Denkmalschutzgebiet Neustadt i. Sa. | 09300019 |
|      | Denkmalschutzgebiet Waldhufendorf Niederalbertsdorf                    | Langenbernsdorf, OT Niederalbertsdorf, Landkreis Zwickau (Karte)                 |                                                                    | Denkmalschutzgebiet Waldhufendorf Niederalbertsdorf | 09244829 |
|      | Denkmalschutzgebiet Ortslage Niederschindmaas                          | Dennheritz, Landkreis Zwickau (Karte)                                            |                                                                    | Denkmalschutzgebiet Ortslage Niederschindmaas | 09247652 |
|      | Denkmalschutzgebiet Ortslage Neukirchen                                | Oberwiera, Landkreis Zwickau (Karte)                                             |                                                                    | Denkmalschutzgebiet Ortslage Neukirchen | 09247730 |
|      | Denkmalschutzgebiet Stadtkern Oelsnitz (Vogtl.)                        | Oelsnitz/Vogtl., Vogtlandkreis (Karte)                                           |                                                                    | Denkmalschutzgebiet Stadtkern Oelsnitz (Vogtl.) | 09246102 |
|      | Denkmalschutzgebiet Altstadt Oschatz                                   | Oschatz, Landkreis Nordsachsen (Karte)                                           |                                                                    | Denkmalschutzgebiet Altstadt Oschatz | 09303723 |
|      | Denkmalschutzgebiet Ortslage Schweinerden                              | Panschwitz-Kuckau, OT Schweinerden, Landkreis Bautzen (Karte)                    |                                                                    | Denkmalschutzgebiet Ortslage Schweinerden | 09301710 |
|      | Denkmalschutzgebiet Stadtkern Mühltroff                                | Pausa-Mühltroff, Vogtlandkreis (Karte)                                           |                                                                    | Denkmalschutzgebiet Stadtkern Mühltroff | 09246082 |
|      | Denkmalschutzgebiet Stadtkern Pausa (Vogtl.)                           | Pausa-Mühltroff, Vogtlandkreis (Karte)                                           |                                                                    | Denkmalschutzgebiet Stadtkern Pausa (Vogtl.) | 09302342 |
|      | Denkmalschutzgebiet Kernstadt Pegau                                    | Pegau, Landkreis Leipzig (Karte)                                                 | 13.–20. Jh. (Denkmalschutzgebiet)                                  | Denkmalschutzgebiet Kernstadt Pegau mit Rathausturm, Stadtkirche und Amtsgericht sowie Kirchplatz und Markt. | 09299451 |
|      | Denkmalschutzgebiet Stadtkern Penig                                    | Penig, Landkreis Mittelsachsen (Karte)                                           |                                                                    | Denkmalschutzgebiet Stadtkern Penig | 09247640 |
|      | Denkmalschutzgebiet Altstadt Pirna                                     | Pirna, Landkreis Sächsische Schweiz-Osterzgebirge (Karte)                        | 14. Jh. – Anfang 20. Jh. (Denkmalschutzgebiet)                     | Denkmalschutzgebiet Altstadt Pirna | 09301764 |
|      | Denkmalschutzgebiet Rundling Mockethal                                 | Pirna-Mockethal, Landkreis Sächsische Schweiz-Osterzgebirge (Karte)              | 18./19. Jh., in der Anlage älter (Denkmalschutzgebiet)             | Denkmalschutzgebiet Rundling Mockethal | 09301766 |
|      | Denkmalschutzgebiet Altstadt Radeberg                                  | Radeberg, Landkreis Bautzen (Karte)                                              |                                                                    | Denkmalschutzgebiet Altstadt Radeberg | 09301954 |
|      | Denkmalschutzgebiet Rathen                                             | Rathen, Landkreis Sächsische Schweiz-Osterzgebirge (Karte)                       |                                                                    | Denkmalschutzgebiet Rathen | 09300016 |
|      | Denkmalschutzgebiet Ortskern Raun                                      | Bad Brambach, Vogtlandkreis (Karte)                                              |                                                                    | Denkmalschutzgebiet Ortskern Raun | 09246638 |
|      | Denkmalschutzgebiet Stadtkern Reichenbach (Vogtl.)                     | Reichenbach im Vogtland, Vogtlandkreis (Karte)                                   |                                                                    | Denkmalschutzgebiet Stadtkern Reichenbach (Vogtl.) | 09245457 |
|      | Denkmalschutzgebiet Stadtkern Reichenbach/Oberlausitz                  | Reichenbach/O.L., Landkreis Görlitz (Karte)                                      |                                                                    | Denkmalschutzgebiet Stadtkern Reichenbach/Oberlausitz | 09300909 |
|      | Denkmalschutzgebiet Reinersdorf                                        | Ebersbach, Landkreis Meißen (Karte)                                              | 18./19. Jh., im Kern älter (Denkmalschutzgebiet)                   | Denkmalschutzgebiet Reinersdorf | 09302324 |
|      | Denkmalschutzgebiet Ortslage Kleinchursdorf                            | Remse, OT Kleinchursdorf, Landkreis Zwickau (Karte)                              |                                                                    | Denkmalschutzgebiet Ortslage Kleinchursdorf | 09247668 |
|      | Denkmalschutzgebiet Ortslage Weidensdorf                               | Remse, OT Weidensdorf, Landkreis Zwickau (Karte)                                 |                                                                    | Denkmalschutzgebiet Ortslage Weidensdorf | 09247669 |
|      | Denkmalschutzgebiet Altstadt Rochlitz                                  | Rochlitz, Landkreis Mittelsachsen (Karte)                                        |                                                                    | Denkmalschutzgebiet Altstadt Rochlitz | 09247643 |
|      | Denkmalschutzgebiet Historischer Stadtkern Roßwein                     | Roßwein, Landkreis Mittelsachsen (Karte)                                         |                                                                    | Denkmalschutzgebiet Historischer Stadtkern Roßwein | 09205910 |
|      | Denkmalschutzgebiet Ortslage Rußdorf                                   | Rußdorf, OT von Limbach-Oberfrohna, Landkreis Zwickau (Karte)                    |                                                                    | Denkmalschutzgebiet Ortslage Rußdorf | 09247674 |
|      | Denkmalschutzgebiet Scheibenberg                                       | Scheibenberg, Erzgebirgskreis (Karte)                                            |                                                                    | Denkmalschutzgebiet Scheibenberg | 09246661 |
|      | Denkmalschutzgebiet Ortslage Neuschirgiswalde                          | Schirgiswalde-Kirschau, Neuschirgiswalde, Landkreis Bautzen (Karte)              |                                                                    | Denkmalschutzgebiet Ortslage Neuschirgiswalde | 09300979 |
|      | Denkmalschutzgebiet Stadtkern Schlettau                                | Schlettau, Erzgebirgskreis (Karte)                                               |                                                                    | Denkmalschutzgebiet Stadtkern Schlettau | 08990614 |
|      | Denkmalschutzgebiet Altstadt Schneeberg                                | Schneeberg, Erzgebirgskreis (Karte)                                              |                                                                    | Denkmalschutzgebiet Altstadt Schneeberg | 08959276 |
|      | Denkmalschutzgebiet Altstadt Schwarzenberg                             | Schwarzenberg/Erzgeb., Erzgebirgskreis (Karte)                                   |                                                                    | Denkmalschutzgebiet Altstadt Schwarzenberg | 09301852 |
|      | Denkmalschutzgebiet Ortslage Beedeln in Seelitz                        | Seelitz, Landkreis Mittelsachsen (Karte)                                         |                                                                    | Denkmalschutzgebiet Ortslage Beedeln in Seelitz | 09300326 |
|      | Denkmalschutzgebiet Ortslage Fischheim in Seelitz                      | Seelitz, Landkreis Mittelsachsen (Karte)                                         |                                                                    | Denkmalschutzgebiet Ortslage Fischheim in Seelitz | 09300308 |
|      | Denkmalschutzgebiet Ortslage Zöllnitz in Seelitz                       | Seelitz, Landkreis Mittelsachsen (Karte)                                         |                                                                    | Denkmalschutzgebiet Ortslage Zöllnitz in Seelitz | 09300382 |
|      | Denkmalschutzgebiet Sobrigau                                           | Kreischa, Landkreis Sächsische Schweiz-Osterzgebirge (Karte)                     |                                                                    | Denkmalschutzgebiet Sobrigau | 09300005 |
|      | Denkmalschutzgebiet Dorfkern Lobsdorf in St. Egidien                   | St. Egidien, Landkreis Zwickau (Karte)                                           |                                                                    | Denkmalschutzgebiet Dorfkern Lobsdorf in St. Egidien | 09247667 |
|      | Denkmalschutzgebiet Stollberg/Erzgeb. „Um die Herrenstraße“            | Stollberg/Erzgeb., Erzgebirgskreis (Karte)                                       |                                                                    | Denkmalschutzgebiet Stollberg/Erzgeb. „Um die Herrenstraße“ | 09301411 |
|      | Denkmalschutzgebiet Stolpen                                            | Stolpen, Landkreis Sächsische Schweiz-Osterzgebirge (Karte)                      |                                                                    | Denkmalschutzgebiet Stolpen | 09300022 |
|      | Denkmalschutzgebiet Stadtkern Strehla                                  | Strehla, Landkreis Meißen (Karte)                                                |                                                                    | Denkmalschutzgebiet Stadtkern Strehla | 09299989 |
|      | Denkmalschutzgebiet Stadtkern Waldenburg                               | Waldenburg, Landkreis Zwickau (Karte)                                            |                                                                    | Denkmalschutzgebiet Stadtkern Waldenburg | 09247658 |
|      | Denkmalschutzgebiet Historischer Stadtkern Waldheim                    | Waldheim, Landkreis Mittelsachsen (Karte)                                        |                                                                    | Denkmalschutzgebiet Historischer Stadtkern Waldheim | 09207426 |
|      | Denkmalschutzgebiet Ortslage Wechselburg                               | Wechselburg, Landkreis Mittelsachsen (Karte)                                     |                                                                    | Denkmalschutzgebiet Ortslage Wechselburg | 09300280 |
|      | Denkmalschutzgebiet Stadt Wehlen                                       | Stadt Wehlen, Landkreis Sächsische Schweiz-Osterzgebirge (Karte)                 |                                                                    | Denkmalschutzgebiet Stadt Wehlen | 09300021 |
|      | Denkmalschutzgebiet Ortslage Wehrsdorf                                 | Sohland a. d. Spree, OT Wehrsdorf, Landkreis Bautzen (Karte)                     |                                                                    | Denkmalschutzgebiet Ortslage Wehrsdorf | 09300925 |
|      | Denkmalschutzgebiet Ortslage Weifa                                     | Steinigtwolmsdorf, OT Weifa, Landkreis Bautzen (Karte)                           |                                                                    | Denkmalschutzgebiet Ortslage Weifa | 09300879 |
|      | Denkmalschutzgebiet Altstadt Weißenberg                                | Weißenberg, Landkreis Bautzen (Karte)                                            |                                                                    | Denkmalschutzgebiet Altstadt Weißenberg | 09300805 |
|      | Denkmalschutzgebiet Altstadt Wilsdruff                                 | Wilsdruff, Landkreis Sächsische Schweiz-Osterzgebirge (Karte)                    |                                                                    | Denkmalschutzgebiet Altstadt Wilsdruff | 09301947 |
|      | Denkmalschutzgebiet Stadtkern Wittichenau                              | Wittichenau, Landkreis Bautzen (Karte)                                           |                                                                    | Denkmalschutzgebiet Stadtkern Wittichenau | 08990453 |
|      | Denkmalschutzgebiet Ortskern Wolkenstein                               | Wolkenstein, Erzgebirgskreis (Karte)                                             |                                                                    | Denkmalschutzgebiet Ortskern Wolkenstein | 09305769 |
|      | Denkmalschutzgebiet Altstadt Zittau                                    | Zittau, Landkreis Görlitz (Karte)                                                |                                                                    | Denkmalschutzgebiet Altstadt Zittau | 09301917 |
|      | Denkmalschutzgebiet Historische Altstadt Zschopau                      | Zschopau, Erzgebirgskreis (Karte)                                                |                                                                    | Denkmalschutzgebiet Historische Altstadt Zschopau | 09246023 |
|      | Denkmalschutzgebiet Altstadt Zwickau                                   | Zwickau, Landkreis Zwickau (Karte)                                               |                                                                    | Denkmalschutzgebiet Altstadt Zwickau | 09247517 |

Hinweis: Die geplanten Denkmalschutzgebiete Obercunnersdorf und Mittelcunewalde als Umgebinde-Gemeinden sind noch nicht in der sächsischen Denkmalschutzliste enthalten.

## Ausführliche Denkmaltexte
1. ↑  
Denkmaltext: Marienberg entstand ab 1521 in planmäßiger Anlage, Hintergrund des Entstehens waren umfangreiche Silberfunde. Unter Herzog Heinrich dem Frommen und nach den Plänen von Ulrich Rülein von Calw wurde wohl zum ersten Mal die italienische Städtebautheorie der „Città Ideale“ auf deutschem Boden umgesetzt. Marienberg kann somit als die erste Renaissance-Idealstadt nördlich der Alpen gelten (z. B. noch vor Zamość in Polen, dem „Padua des Nordens“), und bildete auch die Grundlage der Konzeption weiterer Bergbauorte im Erzgebirge. Für die Stadtstruktur bestimmend ist der große rechteckige, auf der höchsten Stelle liegende Marktplatz in der Stadtmitte, von welchem nach allen Seiten je drei Straßen im rechten Winkel abgehen. Weitere Querstraßen zerteilen das Stadtareal in rechteckige Bebauungsflächen. Die zum Teil erhaltene Stadtmauer umfasste annähernd ein Quadrat von 550 bis 600 m Seitenlänge (nur im Süden verlief sie nicht rechtwinklig zum Straßennetz), dessen Ecken mit Rundtürmen besetzt waren. Fünf Stadttore – im Westen zwei – gewährten den Zugang zur noch heute in Struktur und Bebauung erlebbaren Ortsanlage. Von der Stadtbefestigung sind an Bauten das Zschopauer Tor im Nordwesten und der Rote Turm im Osten erhalten, von der Mauer selbst etwa ein Drittel, der Verlauf des Grabens wird im Südwesten und besonders im Nordosten durch ab dem 19. Jahrhundert entstandene Grünanlagen verdeutlicht. Einige Gebäude mit Kern aus dem 16. Jahrhundert sind noch wesentlich, manche in Teilen (Portale, Fenstergewände, Holzdecken, Keller) erhalten. Hier stechen hervor das Rathaus, das Bergamt, das Fürstenhaus, als Zeugnis der Arbeit das Arbeitergebäude „Lindenhäuschen“ sowie natürlich die nicht zentral, sondern zum Ortsrand nach Südosten hin gelegene Marienkirche, eine der berühmten obersächsischen Hallenkirchen der Spätgotik. Das Ortsbild wird heute geprägt durch vor allem im 18. und 19. Jahrhundert entstandene zwei- bis dreigeschossige traufständige Bebauung, die häufig mit Gaupen versehene Walm- oder Krüppelwalmdächer aufweisen. Diese Häuser sind überwiegend Putzbauten, die meistens durch sparsame Schmuckelemente in Form von Gesimsbändern, Nutungen, Stuck sowie Natursteingewänden gekennzeichnet sind. Es finden sich, besonders ab dem späteren 19. Jahrhundert, auch ziegelsichtige Fassaden, erhaltene Fachwerkkonstruktionen gibt es hingegen nur einige wenige. An neueren Baudenkmalen bestimmen das Gymnasium, die Exerzierhalle, zwei Militärbauten sowie extra muros das 1910 entstandene Elektrizitätswerk das Bild der Innenstadt mit. Marienberg ist aus geschichtlichen, städtebaulichen, künstlerischen und wissenschaftlichen Gründen von besonderem öffentlichen Erhaltungsinteresse. Eine Satzung nach Denkmalrecht (§ 21 SächsDSchG) besteht seit 2004 (LfD/2014).
2. ↑  
Dazu gehört die Umgebung des Denkmalschutzgebietes mit seiner historischen Bebauung (Grünthaler Straße, Albertstraße, Bahnhofstraße und Zöblitzer Straße) sowie die Blickbeziehungen auf das Ensemble vom ehemaligen Rittergutsgarten (Stadtpark) außerhalb bzw. innerhalb der historischen Anlage. Aus dem historischen Sachzusammenhang ergibt sich die räumliche Begrenzung. Entsprechend den aktuellen Grundstücksgrenzen werden die Gebiete mit dem historischen Bezug zum Rittergut, der Stadtkirche und der nördlichen Bebauung des Marktplatzes in das Denkmalschutzgebiet einbezogen.
3. ↑  
Denkmaltext: Die Stadt Bärenstein, um 1500 erstmals erwähnt, erfuhr ihre Gründung im Zusammenhang mit der etwa 200 Jahre älteren Burg derer von Bernstein (Namensgebung). Der Markt, notwendig geworden durch die Abspaltung Bärensteins von Altenberg und Geising, liegt landschaftlich eingebunden in einer Mulde, die in das Wegesystem zwischen der auf einem Felssporn über dem Tal der Müglitz liegenden Burg (später Schloss) und dem (ebenfalls älteren) Waldhufendorf in einem Seitental eingebunden ist. Das Denkmalschutzgebiet mit organisch gewachsener Bausubstanz umfasst die Grundstücke der den Marktplatz begrenzenden Gebäude sowie Teile der Ausfallstraßen Schloßstraße, Kalkberg, Bahnhofstraße und Kirchgasse. Die Kirche mit dem Friedhof bildet optisch das Bindeglied zwischen der dörflichen und der städtischen Siedlung. Durch die Kirchgasse wirkt sie mit ihrem Turm als vertikaler Akzent im Marktbild. Der nicht ganz rechteckige Marktplatz, ohne gerade Linien, von ca. 125 x 75 m ist von schlichten zweigeschossigen Häusern, teils Ackerbürgerhäusern, in geschlossener Bebauung umgeben. Das Verhältnis von geringer Bebauungshöhe und der Platzfläche ist typisch für einen ländlichen Marktplatz. Dominanten sind das alte Brauhaus mit seinem mächtigen Walmdach und seiner aufwändigen Fachwerkkonstruktion vom Beginn des 17. Jahrhunderts, sowie das hoch gelegene, am Schnittpunkt von Schloss- und Bahnhofstraße befindliche historistische neue Rathaus. Die übrigen Häuser stammen in ihrem äußeren Erscheinungsbild aus dem späten 18. und frühen 19. Jahrhundert, wie mehrere Schlusssteine der korbbogigen Hauseingänge nahelegen. In ihrem Inneren sind vielfach noch ältere Bauzustände (Nrn. 3–6) anzutreffen. Auch Bauten des weiteren 19. Jahrhunderts fügen sich trotz etwas größerer Kubaturen gut in die seit der Gründung (wegen bescheiden gebliebener wirtschaftlicher Verhältnisse) gestaltlich kaum veränderte Struktur ein. Die glatten Putzfassaden verbergen zum Teil noch Fachwerkobergeschosse. Charakteristisch sind auch die Sandsteingewände der Öffnungen und die schiefergedeckten Dächer, die sowohl als Sattel- als auch als Walm- und Mansarddächer vorkommen (LfD/2011).
4. ↑  
Denkmaltext: Der Rundling Boderitz ist eine der wenigen Dorfstrukturen im sächsischen Bereich, deren Bauten sich mit ihren Giebeln einem zentralen Anger zuordnen. Es gibt keine weitere Dorfform, die sich durch eine derartig konzentrierte Geschlossenheit auszeichnet. Ursprünglich gab es auch nur eine Zuwegung. Entstanden ist Boderitz, wie die meisten vergleichbaren Rundlinge, im Hochmittelalter. Das Gebiet ihrer Verbreitung reicht von Schleswig-Holstein bis zum Erzgebirgsrand, mithin bezeichnet es die zeitgenössische  „Kontaktzone“ zwischen Deutschen und Slawen. Daher werden Rundlinge auch slawischem Einfluss zugeordnet, zumal ihre Namen eine entsprechende Herkunft erkennen lassen. Auch Boderitz zeichnet sich durch die Giebelständigkeit seiner Bauten aus, die zumeist, entstanden als Ersatz für Vorgängerbauten, ins  18. und 19. Jahrhundert datieren. Die Geschlossenheit der Struktur wird noch unterstützt durch Hofmauern, die mit Torbögen versehen sind. Ein zusätzlicher Reiz ist die Reihung von Krüppelwalmdächern (Teichplatz 3–6). Die besondere Denkmalwürdigkeit von Boderitz ergibt sich daher aus baugeschichtlichen und vor allem aus städtebaulichen Gründen. Das öffentliche Erhaltungsinteresse rechtfertigt sich darüber hinaus durch seinen Seltenheitswert. Nur etwas über ein Prozent der Dörfer Sachsens sind als Rundplatzdörfer zu bezeichnen. Meistens ist der besondere Wert dieser Orte im öffentlichen Bewusstsein verankert. In Bonnewitz und Sobrigau und auch in Boderitz sind Höfe in Privatinitiative als wichtige Strukturbestandteile denkmalgerecht saniert worden. Einige dieser Dörfer sind Satzungsgebiete nach Baurecht. Boderitz selbst ist bereits seit 1961 Gegenstand öffentlichen Erhaltungsinteresses, was u. a. Hans Nadler, dem Nestor der sächsischen Denkmalpflege, zu verdanken ist.  Bereits 1971 gab es darüber hinaus speziell zu Boderitz eine Dissertation. Man kann feststellen, dass der Denkmalwert von Rundlingen frühzeitig durch einen breiten Kreis von Sachverständigen erkannt worden ist.  Leider ist mit dem Abbruch eines Dreiseithofes (Teichplatz 7 und 8) fast ein Viertel der besonderen Struktur und Substanz von Boderitz verschwunden (LfD/2013).
5. ↑  
Eine Abbildung von 1656 zeigt den wie heute komplett bebauten Geländesporn. Durch diese Authentizität besitzt das Areal, eine von zwei Keimzellen des Ortes, einen hohen bildlichen wie städtebauhistorischen Dokumentationswert. Der Ortskern mit dem zentralen längsrechteckigen Marktplatz, zu dem von allen Seiten senkrecht insgesamt 8 Straßen bzw. Wege führen, und mit den südlich anschließenden, ebenfalls aufs Mittelalter zurückgehenden Komplexen der Kirche und des Schlosses (ausführliche Beschreibung siehe dort), war seit dem 14. Jahrhundert von einer Mauer umgeben, von der südlich Reste erhalten sind. Wahrscheinlich existierte das Stadtrecht des an einer Handelsstraße gelegenen Ortes bereits früher. Straßennamen wie Schuhgasse bezeugen die einstige Existenz von Handwerkerinnungen, und die Große Wassergasse etwa, die den gitterartigen Siedlungsraum nach Osten bis zur ehemaligen Stadtmauer mitgestaltet, steht für die offenen Gerinne, die einst Bergwasser aus den Stollen am Sonnenberg zu Tal führten. An ihr lagen Betriebe, die viel Wasser brauchten, wie Schmiede, Brauhaus und Böttcherei. Nach Westen fällt der Geländesporn steil ab. Die Gartenanlagen des Schlosses, sich anschließende neuzeitliche Parkanlagen, aber auch historische Streuobstwiesen formen hier eine besonders malerische Situation. Ansonsten herrscht geschlossene Bebauung vor, die vor allem am Markt besticht. Findet man auf dessen Westseite noch traufständige, dreigeschossige Gebäude mit z. T. steilen Satteldächern und Renaissanceportalen, so sind die Häuser der Ostseite nach den Stadtbränden 1826 und 1841 ihrer Ziergiebel verlustig gegangen und zunächst nur eingeschossig wieder aufgebaut worden. Heute zeigen sie, wie auch die Bebauung der erschließenden Straßen, die für sächsische Kleinstädte typischen Lochfassaden des 19. Jahrhunderts. Ein wertvoller Bau ist das Rathaus mit seiner mächtigen Giebelfassade der Renaissance, das den Platz südlich begrenzt. Bemerkenswert sind auch die beiden noch ablesbaren Vorstadtsituationen am Obertorplatz und Niedertorplatz. Ehemalige Stadtscheunen, die Zeugnis befestigter Ackerbürgerorte sind, haben sich z. T. am Planberg und am Heideweg erhalten (LfD/2012).
6. ↑  
Denkmaltext: Seit dem frühen Mittelalter (als Burgstandort möglicherweise sogar schon seit der Bronzezeit) ist Dohna Mittelpunkt einer Grafschaft, die für die Geschichte der Elbtallandschaft von großer Bedeutung war – was zahlreiche archäologische Funde belegen. Der Burgberg am Eingang des Müglitztales, vom Fluss in einer Schleife umflossen, war durch seine Lage geeignet, eine alte Straße nach Böhmen zu kontrollieren und wurde zu einem der ältesten Siedlungskerne im obersächsischen Raum. Später war Dohna auch Station an der Dresden-Teplitzer Poststraße, wovon noch eine kursächsische Postmeilensäule auf dem Marktplatz kündet. Der trapezförmige Marktplatz Dohnas mit seiner annähernd geschlossenen ackerbürgerlichen Bebauung und der seit dem 13. Jahrhundert belegten, größtenteils jedoch aus dem 15. Jahrhundert stammenden Kirche an der Westseite, entstand später als der Siedlungskern des Burgberges und ist von diesem auch topographisch durch eine Senke getrennt. Mit der Ausweitung der Kernbebauung entstanden ab dem 16. Jahrhundert nicht nur bauliche Strukturen entlang der beiden östlichen Zufahrtsstraßen, sondern auch vorstädtische Ansiedlungen im Tal. Die beiden Kerne Dohnas formen durch ihre exponierte Lage nicht nur eine beeindruckende, der geschichtlichen Bedeutung auch optisch entsprechende Gestalt, sondern korrespondieren auch selbst miteinander. All dies ist nicht nur von der Elbseite erlebbar, sondern fast noch eindrucksvoller von der gegenüber liegenden Südwestseite. Diese ist bereits integraler Bestandteil des Müglitztales. Dohna mit seiner Topographie und seinen Bauten ist, über das Geschichtliche und Optische hinaus, auch Bestandteil einer Kulturlandschaft, die durch ihre Burgen und Schlösser (u. a. Weesenstein, Bärenstein, Lauenstein) sowie durch ihre Verkehrswege (Sachgesamtheit Historische Müglitztalbahn) zu einem der ältesten touristischen Gebiete Sachsens geworden ist.  Dafür stehen als Zeugnis z. B. die romantische Rekonstruktion des Burgturmes im frühen 19. Jahrhundert und die etwa zeitgleiche Gestaltung des bildprägenden Kirchturms in seiner heutigen Form – ein Zitat des Dresdner Hausmannsturms. Zahlreiche bildliche Darstellungen Dohnas seit dem 18. Jahrhundert, gerade vom Müglitztal der Südwestseite des Ortes heraus, sprechen ebenfalls für das Bewusstsein, es mit etwas Besonderem zu tun zu haben. Das öffentliche Erhaltungsinteresse nicht nur an Substanz, Struktur und Bild Dohnas, sondern auch an seiner Umgebung, die Teil einer speziellen Kulturlandschaft ist, begründet sich durch die Authentizität sowie die exemplarische und überregionale Bedeutung des Gegenstands (LfD/2013).
7. ↑  
Auf über 700 m Höhe findet sich eine Waldhufenstruktur, deren Hufe fast rechtwinklig von Gewässer und Hauptweg abgehen und sich in bemerkenswerter Regelmäßigkeit erhalten haben. Größtenteils zweireihig bebaut, wird ein Teil des Oberdorfes derart vom Hochmoor „bedrängt“, dass zwischendurch nur Einreihigkeit besteht. Bemerkenswert sind die größtenteils im 18. Jahrhundert entstandenen, weit auseinander stehenden Erdgeschosshäuser, die das Ortsbild in regional kaum vergleichbarer Weise prägen. Sie können auch deswegen wirken, weil sich verklärender Zubau moderner Zeit hier in Grenzen hält und die Struktur nicht verklärt. Der Haustyp ist gekennzeichnet durch klimabedingte Niedrigkeit und bis zu 80 cm starke Außenwände. Die Feldsteinmauerwerke sind verputzt und weiß getüncht. Bis zu drei Viertel des lang gestreckten Grundrisses sind Wirtschaftsraum (im 19. Jahrhundert erweitert), ansonsten folgt das Grundschema dem des sog. Mitteldeutschen Wohnstallhauses und dessen Aufteilung in Wohnteil, Flur und Stall-/Wirtschaftsteil. Außen prägen auch die hölzernen Vorhäuschen und zum Teil noch holzverschindelte, im Fischgrätmuster gehaltene Giebelseiten das Bild (LfD/2011).
8. ↑  
Die von Zinnwald kommende Teplitzer Straße teilt sich bei Eintritt in den Ort in Hauptstraße und Lange Straße, erstere gewunden und mit Rathaus, Schule, Kirche, die andere gerader und mit aufgelockerter Bebauung. Unterhalb der Kirche konnte im Bereich der Hauptstraße ein Freiraum entstehen, auch weil ursprünglich der Verkehr durch die Mühlgasse geführt wurde. An der Eisenbahnüberführung vereinigen sich Hauptstraße und Lange Straße wieder. Senkrecht stößt man hier auf den spätmittelalterlichen Siedlungsteil, der zum ältesten Bestand gehört (Altgeising), mit einigen Häusern aus dem 17. Jahrhundert. Insgesamt verkörpert die Struktur Geisings noch die Gestalt des 16./17. Jahrhunderts. Das topographisch bedingte Fehlen gerader Linien dient dem malerischen Bild des Ortes. Das Vor- und Zurückspringen der Häuser, überwiegend errichtet in (später verschieferter) Holzkonstruktion und weitgehend noch in der ursprünglichen offenen Bauweise, ergibt die interessante und denkmalwürdige Ortsstruktur. Ein Spezifikum des Ortes sind die (allerdings in ihrer Zahl bereits reduzierten) Trittsteine vor den Hauseingängen. Schon 1960 hat die Stadtverordnetenversammlung einen „Beschluss zum Schutze des Ortsbildes“ gefasst, um die „Eigenart und Geschlossenheit des Stadtcharakters zu schützen“ (LfD/2012).
9. ↑  
Denkmaltext: Denkmalschutzgebiet Kernstadt mit Rathausturm und Stadtkirche und Amtsgericht sowie Kirchplatz und Markt; Grenzen südlich und östlich: Auen von Weißer Elster und Elstermühlgraben (Kleine Elster), nördlich und westlich: Stadtgraben, der Mühlgraben durchfließt von Süden nach Norden die Stadt und trennt Oberstadt von Unterstadt, auffallend ist die Geschlossenheit des Stadtbildes.